# Monade
Monade fue un grupo francés, que comenzó como el proyecto solista de Laetitia Sadier, integrante de la banda de post-rock, Stereolab; convirtiéndose luego en una banda completa, radicada en Burdeos, Francia. El estilo de Monade se paseó por el dream pop e indie rock, con letras mayoritariamente en francés. Su última formación estuvo a cargo de Laetitia Sadier en guitarra, voz, sintetizador moog y trombón; Marie Merlet en bajo y coros; Nicolas Etienne en los teclados y David Loquier en la batería.  
A diferencia de Stereolab, en donde Laetitia solo compone las letras, mientras su compañero Tim Gane compone la música, Monade significó la incursión de la cantante en el proceso de composición de la música y letra; además de asumir el papel de guitarrista principal. Con un sonido mucho menos complejo y más calmo que su legendaria banda Stereolab, Monade se podría definir como un rock cálido, de fácil escucha, que se destaca por las dulces melodías y la mezcla de varios ritmos y tiempos en una misma canción.

## Historia

### Primera etapa:The Bedroom Recordings1996-2003

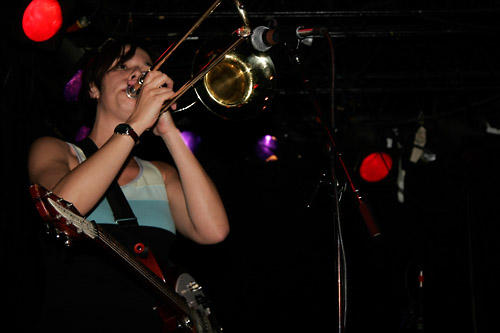
Laetitia Sadier.

Laetitia Sadier fue, a lo largo de su carrera como cantante de Stereolab, componiendo pequeñas canciones, con las pocas habilidades que tenía en la guitarra. Luego de un tiempo esas canciones se fueron acumulando hasta que nació el proyecto Monade, sacando a la luz el sencillo 7" Ode to a Keyring / Witch Hazel, un split con la banda M; y The Sunrise Telling, que fueron grabados junto con Rosie Cuckston de la banda inglesa Pram, que ayudó tanto en la ejecución de los instrumentos como en la grabación de las sesiones.
El nombre Monade, fue tomado del concepto de la "monade psychique", expuesto por Cornelius Castoriadis en el libro "La institución imaginaria de la sociedad". Sadier escogió el nombre también por su doble sentido. La palabra "monade" proviene de la raíz "mono-" (que significa "uno") y etimológicamente relacionada al término "mono" del proceso de grabación; que a la vez es un contraste con el término "estereo"; por lo tanto es una referencia a Monade como el proyecto solista, paralelo a Stereolab".

No fue hasta el 2003, luego de componer las suficientes canciones para una larga duración, que salió a la luz el primer LP titulado Socialisme Ou Barbarie (The Bedroom Recordings), bajo el sello Duophonic, fundado por la misma Sadier junto al líder de Stereolab, Tim Gane. El disco lo integran composiciones caseras, muy íntimas y minimalistas, interpretadas en su mayoría por guitarras,  programación y teclados; grabadas en un estilo muy Hazlo tú mismo, sin estudios de grabación profesionales. En el larga duración se incluyen las canciones del sencillo Ode to a Keyring/Witch Hazel, así como Cache cache, canción aparecida en 1999 como lado B del single Stereolab &  Brigitte Fontaine: Calimero.
El nombre del álbum Socialisme Ou Barbarie (en español Socialismo o Barbarie) viene del nombre del grupo de filósofos  marxistas, creado, entre otros, por Cornelius Castoriadis, que tuvo vida en la década de los 50 y 60 en Francia; los cuales proponían un marxismo más crítico y antidogmático. A pesar del nombre político del disco, las letras de Socialisme Ou Barbarie (The Bedroom Recordings) tratan sobre el amor, la amistad, la soledad, la niñez y la imaginación. Diferencíadose así de las letras de Stereolab, que se caracterizan por sus reiterados contenidos de crítica social, y posiciones filosóficas ante la vida.

### Segunda etapa:A Few Steps More: La banda completa2004 - 2009
El 2005 ve la salida del segundo LP de Monade A Few Steps More, esta vez como una banda completa de 4 integrantes, radicados en Burdeos, Francia, luego de que Sadier se mudara de Londres tras haber roto su relación sentimental con Gane, con quien tuvo un hijo: Alex. La nueva residencia de Sadier alberga el nuevo estudio de grabación de los Stereolab, Instant O, en el que se graba el segundo larga duración de Monade que sería editado por Too Pure.

Esta vez el sonido es el de una banda, más complejo y cohesivo. Bajo, guitarra, batería y teclado, se pasean por las melodías dulces y a veces melancólicas de Sadier, cantadas con su particular estilo. Con un sonido más "indie pop a la francesa", Monade realiza una gira por Europa y Estados Unidos.
El single  "La Salle Des Pas Perdus" acompaña al disco.

En el 2007 la banda se reúne y graba su tercera placa, Monstre Cosmic, que sale a la luz el 18 de febrero de 2008. En este disco se observa una madurez musical, no solo en la composición de las canciones, sino en la ejecución de los instrumentos. A diferencia de su placa anterior, Monstre Cosmic posee algunos arreglos de cuerda, brindados por el Bordeaux Conservatoire. Resaltan en este disco las dinámicas de los ritmos y tiempos en las canciones, los cuales cambian continuamente a lo largo de estas. A este respecto, Laetitia declara en una entrevista: ... "la idea original detrás de la escritura de las canciones era la de un río; tener un largo track que tomara su curso, donde no escucharas la misma parte dos veces, precisamente como uno no puede nadar (dos veces) en el mismo río por el evasivo flujo del agua".

La banda toca 6 de las diez canciones del disco, mientras el resto de las canciones se materializaron a través de colaboraciones espontáneas de amigos, como los miembros de la banda francesa Momotte, y algunos coros a cargo de la ex-Luna Parker Rachel Ortas. El álbum fue producido por Joe Watson, quien ha colaborado con los Stereolab anteriormente. Las líricas se centran en los temas de la realidad y la fantasía, la luz y la oscuridad.

### Fin de Monade y comienzo de Laetitia
En septiembre de 2009, con Stereolab en hiatus y bajo una serie de toques como solista, Laetitia anuncia su último concierto bajo el nombre de Monade," lo que no significaría el fin de su carrera, ya que la cantautora declaró que decidió continuar con su propio nombre: " es básicamente lo mismo, mi canción, pero en formas diferentes. Después de varios cambios decidí que era tiempo de estar sola, tal vez porque hay un punto en que la vida te lleva hacia allá".

Laetitia también declaró que el Alma de Monade nunca dejará de existir, ya que el cambio fue para coger fuerzas como músico y visibilizarse más, dejar de esconderse".
Sin embargo afirma que su meta sigue siendo tocar en una banda y seguir compartiendo las aventuras de estar en tour y tocar juntos.

Su primer trabajo homónimo, que grabó con ayuda del músico Richard Swift (llamado tentativamente The Trip), saldrá en algún momento del 2010.
.

## Influencias, público, críticas
Sadier nunca dio mucha información acerca de las influencias concretas de Monade. En el Myspace de la banda hacen mención al compositor italiano, Ennio Morricone, conocido por sus composiciones para películas; También mencionan a la banda estadounidense Blonde Redhead. Aparte se pueden evidenciar influencias de figuras del pop francés de los 60 y 70, como Serge Gainsbourg y Brigitte Fontaine; y bandas como The Free Design. Además de tener influencias directas de bandas hermanas como The High Llamas, Imitation Electric Piano, Pram y la propia Stereolab, entre otros.
Para Sadier, Monade fue un proyecto pequeño, en donde la prioridad fue disfrutar haciendo música. El paso del proyecto solista a una banda completa, se debió más a una búsqueda de hacer la experiencia musical más rica y entretenida, que a un plan o "agenda" definida. El público de Monade fue mucho menos numeroso que el público que asiste a los conciertos de Stereolab. Los conciertos de la banda ocurrieron en pequeños locales a los que acudieronn fieles seguidores y amantes de la música.
La crítica a Monade que se observó en diversos review de los discos, básicamente descansa en el tópico de su supuesta semejanza con el sonido de Stereolab, en sus primeros años. Laetitia fu categórica al declarar que Monade no surgió como un proyecto para competir con Stereolab, sino que surgió como una inquietud artística se fue gestando con el pasar de los años, una búsqueda intuitiva de su propia voz.

## Discografía

### LP
- Socialisme Ou Barbarie (The Bedroom Recordings) (2003)
- A few Steps More (2005)
- Monstre Cosmic (2008)

### Singles
- The Sunrise Telling (1997)
- Ode to a Keyring"/"Witch Hazel (1997) (split) con M
- Cache Cache (1999) (split con Stereolab & Brigitte Fontaine)
- La Salle Des Pas Perdus (2005)
- Girls On A Swing (2007) (split con The Zincs)